# Zygosaccharomyces kombuchaensis
Zygosaccharomyces kombuchaensis är en svampart som beskrevs av Kurtzman, Robnett & Basehoar-Powers 2001. Zygosaccharomyces kombuchaensis ingår i släktet Zygosaccharomyces och familjen Saccharomycetaceae.   Inga underarter finns listade i Catalogue of Life.